# Echo (album van Bazart)
Echo is het debuutalbum van de Belgische indie-popgroep Bazart. Het werd op 30 september 2016 online uitgebracht en verscheen op 11 oktober dat jaar op cd en lp. Het album bevat de singles Tunnels, Goud, Chaos, Nacht en Lux. Chaos verscheen eerder al op de in eigen beheer uitgegeven ep Meer Dan Ooit. De singles Tunnels en Goud stonden eerder op de ep Bazart. Echo kwam na een week op de eerste positie terecht in de Vlaamse Ultratop 200 Albums. Dit was nog niet eerder voorgekomen.
Goud kwam tweemaal in de top 10 van De Afrekening van Studio Brussel terecht. Op 10 januari 2016 belandde de single op -1 (de hoogste positie) in de Graadmeter van Pinguin Radio. Op 11 april 2016 werd Goud uitgeroepen tot Single van de Week door 3voor12. De single stond 50 weken in de Ultratop 50 waarmee de band een tweede record vestigde.
Ook Chaos bereikte, op 13 augustus 2016, de hoogste positie van De Afrekening en op 14 augustus 2016 van de Graadmeter. De single staat op nummer 1 in de jaarlijst De Afrekening 2016. Nacht werd de derde single op rij die de hoogste positie in de Graadmeter bereikte.

## Erkenningen
Het album werd in eigen land met goud bekroond. Bazart werd genomineerd voor zeven MIA's waarvan er vijf verzilverd werden; "Hit van het jaar", "Beste Nederlandstalig", "Beste doorbraak", "Beste pop" en "Beste groep". In de categorieën "Beste album" en "Beste live-act" vielen het album en de band buiten de boot. De band won met Echo tevens een Cutting Edge Award in de categorie "Beste Album Populair".
In Nederland kwam Echo niet verder dan de 92ste positie in de Album Top 100.

## Tracklist
| 1.                 | Echo    | 3:27 |
| 2.                 | Chaos   | 3:18 |
| 3.                 | Tunnels | 3:11 |
| 4.                 | Lux     | 3:38 |
| 5.                 | Nacht   | 3:16 |
| 6.                 | Goud    | 3:02 |
| 7.                 | Kloon   | 3:02 |
| 8.                 | Open    | 3:47 |
| 9.                 | Voodoo  | 3:30 |
| 10.                | Zonder  | 4:03 |
| Totale duur: 34:14 |         |      |

| Single met hitnotering(en) in de Vlaamse Ultratop 50 | Datum van verschijnen | Datum van binnenkomst | Hoogste positie | Aantal weken | Opmerkingen                                       |
| ---------------------------------------------------- | --------------------- | --------------------- | --------------- | ------------ | ------------------------------------------------- |
| Tunnels                                              | 12-06-2015            | 20-06-2015            | tip36           | -            |                                                   |
| Goud                                                 | 28-09-2015            | 20-02-2016            | 12              | 50*          | Platina / 1 week op nummer 1 in de Vlaamse top 10 |
| Chaos                                                | 26-06-2016            | 09-07-2016            | 8               | 21           | 5 weken op nummer 1 in de Vlaamse top 10          |
| Nacht                                                | 30-09-2016            | 19-11-2016            | 18              | 20           |                                                   |
| Lux                                                  | 28-04-2017            | 20-05-2017            | 40              | 3*           |                                                   |